# هایک هاجینازاریان
هایک هاجینازاریان (ارمنی: Հայկ Հաջինազարյան) یک سیاستمدار ارمنی‌تبار اهل ایالات متحد آمریکا است که از تاریخ ژانویه ۲۰۲۱ در کابینه جو بایدن سمت را برعهده دارد.

## زندگی‌نامه
هاجینازاریان در در کلمبوس، اوهایو از والدینی مهاجر ارمنی‌های لبنان به دنیا آمد و از دانشگاه ایندیانا و مدرسه عالی مدیریت سیاسی دانشگاه جرج واشینگتن فارغ‌التحصیل شد. دفتر جو بایدن در یک خبر رسمی اعلام نموده‌است که هاجینازاریان پس از کار بر روی کمپین‌های ارتباطی در ایالت‌هایی همچون نیوهمپشایر، نوادا، تگزاس، اوهایو، به عنوان دبیر مطبوعاتی منطقه‌ای غرب پنسیلوانیا برای کمپین بایدن نیز خدمت کرده‌است. هاجینازاریان پیش از پیوستن به کمپین انتخاباتی در کپیتال هیل، ابتدا به عنوان دستیار مطبوعاتی سناتور ایالت ایندیانا، جو دونالی و سپس به عنوان معاون مطبوعاتی در ستاد اکثریت اعضای کمیته امنیت میهنی مجلس نمایندگان فعالیت می‌کرد.

## یادداشت
1. ↑  White House Regional Communications Director